# 性的指向及びジェンダーアイデンティティの多様性に関する国民の理解の増進に関する法律
性的指向及びジェンダーアイデンティティの多様性に関する国民の理解の増進に関する法律（せいてきしこうおよびジェンダーアイデンティティのたようせいにかんするこくみんのりかいのぞうしんにかんするほうりつ、令和5年法律第68号）は、LGBTなどの性的少数者に対する理解を広めるための施策の推進に関する基本理念を定め、基本計画の策定などの必要な事項を定めるための日本の法律である。
通称はLGBT法、LGBT理解増進法など。
2023年（令和5年）5月18日に議員立法として衆議院に提出され、同年6月16日に成立した。この法律は2023年（令和5年）6月23日に公布され、即日施行された。
なお、特に記載のない限り、本記事中の年は2023年である。

## 主務官庁
- 内閣府政策統括官職（共生・共助担当）[9]

厚生労働省社会・援護局障害保健福祉部精神・障害保健課、文部科学省総合教育政策局男女共同参画共生社会学習・安全課、法務省人権擁護局など他省庁と連携して執行にあたる。

## 概要
日本国内においてLGBTの権利擁護のための法整備が始められたのは2010年代中盤に遡るが（#立法経緯）、この法律は、超党派のLGBTに関する課題を考える議員連盟の実務者らが、2021年5月に合意した法案を基とする。この法律は自民党内（以下自民）の保守派、性別適合手術を受けたトランスジェンダー(トランスセクシュアル)、シスジェンダー女性権利擁護派からの反発がある。最終的に、超党派で合意した法案を修正した与党案をもとに、日本維新の会と国民民主党（以下維新と国民民主）との協議による修正がおこなわれ、維新・国民民主案を自民・公明がほぼそのまま受けいれた再修正案が、2023年6月16日に自民・公明・維新・国民民主4党の賛成多数で可決・成立、立憲民主党や共産党、れいわ新選組、社民党、参政党は反対した（#法案の比較）。結果として、成立した同法は国内の保守派やLGBT当事者団体からも反発を受けた（#反応）。また、一部のLGBT活動家や団体などから「今の取り組みや理解を後退させる」や「性的少数者への差別を助長する」などの意見が示された。
修正案が出される前には、一部の性適合手術済み性同一性障害者(トランスセクシュアル)ら当事者からは「性自認を理由とする差別は許されない」との内容では未手術トランス女性が女子トイレ等の女性のスペース使用反対まで性自認への差別とされる法案として、不要との意見も出されていた。その一部の当事者らは会の会見で「LGBT活動家は当事者の代表ではない。一部の活動家だけではなく、当事者のリアルな声も報道してほしい」と訴えていた。ただし、会見に参加した一部の当事者らも「女性スペースを守る会」という団体を結成しさらにこの団体と旧統一教会関係者との人的な繋がりを指摘する向きもある。日本維新の会と国民民主党によって提案され、自民党と公明党がこれを受け入れる形で、女性スペースの維持と安全の確保、女子スポーツの公平性の確保や子供の権利保護が盛り込まれた。

## 法律の内容
この法律の内容は次の通りである。

### 目的
この法律の目的は、第1条に規定されている。

### 「性的指向」と「ジェンダーアイデンティティ」の定義
この法律における「性的指向」の定義は、第2条第1項において「恋愛感情又は性的感情の対象となる性別についての指向」とされており、「ジェンダーアイデンティティ」の定義は、第2条2項において「自己の属する性別についての認識に関するその同一性の有無又は程度に係る意識」とされている。

### 基本理念
この法律の基本理念は、第3条に規定されている。

### 国と地方公共団体の役割
国と地方公共団体の役割は、第4条（国の役割）と第5条（地方公共団体の役割）において「性的指向及びジェンダーアイデンティティの多様性に関する国民の理解の増進に関する施策を策定し、及び実施するよう努めるものとする」と規定されている。また、地方公共団体は、「国との連携を図りつつ、その地域の実情を踏まえ」これを行うことが規定されている（第5条）。

### 事業主の努力
事業主は、次のことなどを行い、性的指向及びジェンダーアイデンティティの多様性に関するその雇用する労働者の理解の増進に自ら努めることが規定されている（第6条1項）。
- 普及啓発
- 就業環境の整備
- 相談の機会の確保

また、「国又は地方公共団体が実施する性的指向及びジェンダーアイデンティティの多様性に関する国民の理解の増進に関する施策に協力するよう努める」が規定されている（第6条1項）。
事業主は、その雇用する労働者に対し、性的指向及びジェンダーアイデンティティの多様性に関する理解を深めるため、次のような措置を講ずるよう努めることが規定されている（第10条2項）。
- 情報の提供
- 研修の実施
- 普及啓発
- 就業環境に関する相談体制の整備
- その他の必要な措置

### 学校の努力
学校の設置者は、家庭及び地域住民その他の関係者の協力を得つつ、次のことなどを行い、性的指向及びジェンダーアイデンティティの多様性に関するその設置する学校の児童等の理解の増進に自ら努めることが規定されている（第6条2項）。
- 教育又は啓発
- 教育環境の整備
- 相談の機会の確保

また、「国又は地方公共団体が実施する性的指向及びジェンダーアイデンティティの多様性に関する国民の理解の増進に関する施策に協力するよう努める」ことが規定されている（第6条2項）。
学校の設置者及びその設置する学校は、当該学校の児童等に対し、性的指向及びジェンダーアイデンティティの多様性に関する理解を深めるため、家庭及び地域住民その他の関係者の協力を得つつ、次のような措置を講ずるよう努めることが規定されている（第10条3項）。
- 教育又は啓発
- 教育環境に関する相談体制の整備
- その他の必要な措置

### 施策の実施の状況の公表
この法律の第7条に規定されている。

### 基本計画
第8条1項および2項で規定されている。
内閣総理大臣の基本計画の案の作成に関して、次のことが規定されている。
- 「基本計画の案を作成し、閣議の決定を求めなければならない」こと（第8条3項）
- 「閣議の決定があったときは、遅滞なく、基本計画を公表しなければならない」こと（第8条4項）
- 「基本計画の案を作成するため必要があると認めるときは、関係行政機関の長に対し、資料の提出その他必要な協力を求めることができる」こと（第8条5項）

第8条第6項では、「性的指向及びジェンダーアイデンティティの多様性をめぐる情勢の変化を勘案し、並びに性的指向及びジェンダーアイデンティティの多様性に関する国民の理解の増進に関する施策の効果に関する評価を踏まえ、おおむね3年ごとに、基本計画に検討を加え、必要があると認めるときは、これを変更しなければならない」ことが規定されている。
第8条第3項から第5項までの規定は、基本計画を変更する場合に準用される（第8条7項）。

### 学術研究等
第9条で規定されている。

### 知識の着実な普及等
第10条1項で規定されている。

### 性的指向・ジェンダーアイデンティティ理解増進連絡会議
政府は、「性的指向・ジェンダーアイデンティティ理解増進連絡会議を設け、性的指向及びジェンダーアイデンティティの多様性に関する国民の理解の増進に関する施策の総合的かつ効果的な推進を図るための連絡調整を行う」ことが規定されている（第11条）。

### 措置の実施等に当たっての留意
留意規定として、第12条が規定されている。

### 附則
附則1条では施行期日が規定されている。
附則2条では検討について規定されている。
附則第3条では内閣府設置法の一部改正について規定されており、第4条3項45号の2を加えることが規定されている。

## 法律の問題点
この法律については少なくない問題点が指摘されている。
第12条の多数派への配慮規定は、日本維新の会と国民民主党の共同案で追加された。この条文が追加された背景には、この法律が施行されると「男性が『女性だ』と自称さえすれば、女性用のトイレや公衆浴場に入れるようになってしまう」といった懸念の声に対応する意図があった。しかし、この法律はあくまで性の多様性について理解を広めるための法律でしかなく、男女別施設利用などの具体的かつ個別のケースに対応する法律ではないので、一時的に性別を「自称」さえすれば、女性用トイレや公衆浴場を利用できるような実態はなく、現状の男女別施設の利用基準を変えるものでもない。ただし、この条文を根拠に、特定の個人や団体などが、男女別施設の運用に限らず、自治体や学校等の理解の取り組みを制限する動きを起こす可能性があると松岡宗嗣は主張している。一方で、日本大学大学院危機管理学研究科の鈴木秀洋教授は毎日新聞の取材に対して「『留意』規定で性的少数者の権利を制限するような解釈はできない」と指摘し、与党の修正案で追加された多数派への配慮のために必要な指針を策定することに関する規定については、差別する側の自由を守ることであり、差別を温存するための規定であると指摘している。
学校での理解の増進に関する規定の「家庭及び地域住民その他の関係者の協力を得つつ」という文言については、特定の個人や団体などから反対が起こった場合に、学校での理解増進に関する取り組みが阻害されてしまう可能性が指摘されている。LGBT法連合会の神谷悠一事務局長は「各学校の校長らが『保護者や地域の人の理解を得られておらずリスクがある』として、自主的に、多様な性に関する取り組みをやめようという動きが広がる恐れがあります」と述べ、また、「保護者からの指摘を受けて、（多様な性を教える取り組みが）中止に追い込まれることもあり得る」と指摘している。
国際政治学者の島田洋一福井県立大学名誉教授は、5月10日の産経新聞の取材において、この法律で「何が差別に当たるかが明示されていない」ことを指摘した。島田は、差別の解釈が恣意的に拡大され、活動家に悪用される可能性を指摘し、「問題の多い米国のLGBT差別禁止法案ですら差別の中身を具体的に列挙する努力はしている」と述べ、この法律は「LGBTに特化し、定義があいまいな差別を禁ずる法律は活動家を利するだけで教育現場を混乱させる。百害あって一利なしだ」と批判した。

## 立法経緯
LGBTに関する課題を考える議員連盟が法案をまとめたことは2016年に遡る。これは各国で同性結婚の法制化の動きが次々と進んだことや、2015年に渋谷区と世田谷区でパートナーシップ宣誓制度が導入されたことなどを受けたものだった。
その後、2016年5月27日に民進党、共産党、社民党及び生活の党と山本太郎となかまたちが性的指向又は性自認を理由とする差別の解消等の推進に関する法律案（LGBT差別解消法案）を衆院に提出し、2018年12月5日にも立憲民主党、国民民主党、共産党、社民党、自由党、無所属の会が同名の法案を衆院に提出する動きがあったが、議員連盟の法案には5年間動きは無かった。
2020年東京五輪・パラリンピックを前にした2021年、五輪憲章が性的指向を含むあらゆる差別を否定し、東京五輪が「多様性と調和」を理念に掲げていたことなどから、法案提出の機運が高まった。
差別の解消を目的とした法案を提出しており、LGBTの人々への「理解増進」を目的とした法案をまとめていた自民党と「性自認」を理由とした差別を禁止する規定を設けるよう強く求める左派系野党の協議は難航したが、2021年5月14日、「性自認を理由とする差別は許されないものであるとの認識の下」という文言を加えることで各党の実務者が合意した。
通常国会の会期末までに成立を目指すことになったが、自民党内の保守系議員から「差別は許されない」という文言に対して強い懸念を示すなどの反対意見が相次いだことにより、法案提出を断念した。
日本が議長国を務める第49回G7サミットの開催を控えた2023年、G7の中で日本だけが同性カップルに対して国として法的な権利を与えておらず、LGBTに関する差別禁止規定を持たないことから日本の対応が注目された。そのような中で2023年2月の荒井勝喜元総理秘書官による性的少数者差別発言や、内閣総理大臣の岸田文雄が同性結婚の法制化について「社会が変わってしまう」という答弁をしたことによって世界中から批判や反発が起こった。2023年4月には駐日アメリカ大使のラーム・エマニュエルが日本政府や自民党の性的少数者に対する取り組みについて「私は米国の大使として気にしている。そして個人としてこの問題を非常に気にしている」と述べた。
このような状況から、岸田は議長国としての体面を保とうと法案の提出を急いだ。このときに保守系議員からの反発を避けるために2021年5月に超党派の実務者で合意した法案を修正し、「差別は許されない」という記述を「不当な差別はあってはならない」に変更した。また、「自認の性で権利を認めれば、トイレや風呂で性を都合良く使い分け、犯罪につながるケースもある」などの主張に対応し、「性自認」という文言は全て「性同一性」に変更され、原案にあった性的少数者への理解を促す「学校の設置者の努力」という文言が削除された。

### 法案提出と審議経緯
- 5月12日、自民党の「性的マイノリティに関する特命委員会」と「内閣第１部会」の合同会議が開かれ法案への反対意見が根強いにもかかわらず、議論が打ち切られ、部会長らに法案の取り扱いが一任された。参院議員の赤池誠章は１３日、自身のTwitterで、「最後まで慎重審議を求めたが、賛成少数でも役員一任となり、あり得ない政策審議、党運営だ。（ＬＧＢＴ）当事者や多くの女性の不安を払拭することなく、法案が推進されることを危惧する」と書き込んだ[33]。

- 5月18日、自民党と公明党は与党案（性的指向及び性同一性の多様性に関する国民の理解の増進に関する法律案、第211回国会衆法第13号[34]）を衆院に提出した[35]。この与党案は2021年にLGBTに関する課題を考える議員連盟で合意した内容を保守派に配慮し修正したものであり、超党派合意案にあった「性自認」という表現を「性同一性」に変更している[10][36]。また、立憲民主党、共産党、社民党の野党3党は2021年に超党派で合意した法案と同じもの（性的指向及び性自認の多様性に関する国民の理解の増進に関する法律案、第211回国会衆法第14号[37]）を衆院に提出した[38][39]。
- 5月26日、日本維新の会と国民民主党は与党案とも超党派合意案とも別の独自案（性的指向及びジェンダーアイデンティティの多様性に関する国民の理解の増進に関する法律案、第211回国会衆法第16号[40]）を2党で取りまとめ、衆院に提出した[23]。この法案では、超党派合意案にあった「性自認」という表現を「ジェンダーアイデンティティ」に変更している[23]。
- 6月7日、与野党は衆院内閣委員会の理事懇談会において同月9日に衆議院内閣委員会で3案を一括して審議し、同日中に採決することで合意した[41]。議員立法は全会一致が原則であり、各党の合意がないまま議員立法が審議されることは異例である[5]。
- 6月9日、自民党、公明党、日本維新の会、国民民主党の4党は与党案の修正で合意し、与党側が維新・国民民主の独自案の内容をほぼ全面的に受け入れ[16]、「性同一性」という表現を「ジェンダーアイデンティティ」に変更し、「全ての国民が安心して生活することができることとなるよう留意する」という規定を追加した[42]。同日の衆院内閣委員会で審議入り後に即日採決され、与党案の修正案を自民・公明・維新・国民民主4党の賛成多数で可決した[42]。なお、立憲民主党などによる法案は否決され、附帯決議の採択は認められなかった[43]。
- 6月12日、自民党幹事長の茂木敏充は記者会見で与党の修正案について「当然、党議拘束はかかる」と述べた[44]。法案への懸念から自民党内から党議拘束の緩和を求める声が出ていた[44]。稲田朋美は同日の日本記者クラブでの会見で、党議拘束の緩和を求める声に疑問を呈した[45]。
- 6月13日、衆院本会議で与党の修正案が自民・公明・維新・国民民主などの賛成多数で可決された[46]。採決前に自民党の高鳥修一が退席しトイレに向かい、採決終了後に本会議に戻った。高鳥は退席の理由として「おなかが痛いということだ」と述べ、採決との関係については「今は話さない。時期が来たらまた話をする」と述べ、法案については「意見はあるけれども、今はちょっと言えない」と述べた[47]。また、杉田水脈など7人の自民党議員が本会議を欠席した[48]。なお、立憲民主党などによる法案は否決された[49]。
- 6月15日、参院内閣委員会で審議入り後に即日採決され、与党の修正案を自民・公明・維新・国民民主の賛成多数で可決された[50][51]。審議では与党が野党側の求めに応じて、衆院の約3倍の審議時間を確保し、参考人として性的少数者の当事者や支援団体も意見を述べた[52]。立憲民主党などは「理解の増進どころか差別の助長につながる」などとして採決することに反対したが、採決は委員会職権で行われた[52]。
- 6月16日、同日午前の参院本会議で与党の修正案が自民・公明・維新・国民民主などの賛成多数で可決され、成立した[50][6]。立憲民主党、共産党、れいわ新選組、社民党、参政党などが法案に反対した[6]。また、自民党の山東昭子、青山繁晴、和田政宗が採決時に退席した[6]。3人の自民党議員が採決時に退席したことについて、同党の参院幹事長である世耕弘成は「党議拘束に反した行動」として、参院幹部と協議し、対応を検討する考えを明らかにした[53]。同日、駐日米国大使のエマニュエルは自身のTwitterを更新し「これで流れが変わった。岸田文雄首相のリーダーシップと、ＬＧＢＴＱＩ＋の権利に対する日本国民のコミットメントをたたえる。万人に平等な権利を確保するための重要な一歩となる」と投稿した[54]。
- 6月23日、公布及び施行[1][8]

### 法案の比較
一般社団法人「fair」代表理事の松岡宗嗣によると、提出された4つの法案には次のような違いがある。
|          | 超党派案 （立民・共産など）      | 与党案 （自民・公明）                                                | 独自案 （維新・国民民主）                                            | 最終案 （自民・公明・維新・国民民主）                                                      |
| -------- | -------------------------------- | -------------------------------------------------------------------- | -------------------------------------------------------------------- | ------------------------------------------------------------------------------------------ |
| 定義     | 性自認                           | 性同一性                                                             | ジェンダーアイデンティティ                                           | ジェンダーアイデンティティ                                                                 |
| 基本理念 | 差別は許されない                 | 不当な差別はあってはならない                                         | 不当な差別はあってはならない                                         | 不当な差別はあってはならない                                                               |
| 調査研究 | 調査研究を推進                   | 学術研究を推進                                                       | 学術研究を推進                                                       | 学術研究を推進                                                                             |
| 教育     | 学校の設置者の努力               | 「学校の設置者の努力」の文言を削除し、内容を「事業主等の努力」に移動 | 与党案に「保護者の理解と協力を得て行う心身の発達に応じた教育」を追加 | 与党案に「家庭及び地域住民その他の関係者の協力を得つつ教育」を追加                         |
| 民間支援 | 民間の団体等の自発的な活動の促進 | 民間の団体等の自発的な活動の促進                                     | 削除                                                                 | 削除                                                                                       |
| 留意     | N/A                              | N/A                                                                  | 全ての国民が安心して生活することができるよう留意する                 | 維新・国民民主の独自案に「この場合において、政府は、その運用に必要な指針を策定する」を追加 |

## 反応

### 自民党・公明党
- 自民党衆院議員の高鳥修一は6月13日にゲスト出演した有本香のYouTubeチャンネルにおいて、採決前に退席した理由を体調不良だったと前置きしつつ「あれだけ反対の論陣を張ってきた。賛成の意思表示をすることは困難だった」と述べた[60]。また、安倍晋三銃撃事件以降「こんなに自民党が変わってしまうのか、ということを実感した」とも述べた[60]。
- 自民党の山東昭子前参院議長は6月16日の参院本会議で採決の際に退席したことに関して記者団に対し「こんな生煮えの状態ではなく、きちんとした形でやっていかなければならない」と述べた[61]。山東は「心と体がアンバランスな方に差別の意識はないが、やはり区別をしていただきたい」と指摘し、「これまで女性トイレなどでなりすましの人たちによる犯罪も起きた。この法案が通り、何でも受け入れるのが当たり前だという風潮になったとしたら大変由々しき問題だ」と述べた[61]。
- 自民党参院議員の青山繁晴は6月16日の参議院本会議で採決の際に退席したことに関して記者団に対し「全ての点で懸念は払拭されていない」と述べた[62]。青山は与党案の「性同一性」の文言が「ジェンダーアイデンティティ」に置き換わったことについて、「国民がほとんど使ったことがない言葉だ。日本語をカタカナに置き換えたことは反対だ」と述べた[62]。また、この法律が性の多様性に関する教育や啓発を求めていることに関して「学校教育の現場が混乱する。性に関して不安定な時期に教育現場が混乱することは、国や社会の根幹にかかわる。子供たちに責任を持つことができない」と指摘した[62]。
- 自民党参院議員の和田政宗は6月16日の参議院本会議で採決の際に退席したことに関して記者団に対し「退席は数多くの国民の声、党員の声、支持者の声を受け止めた結果だ。国民、自民のことを考えて、このようにした」と述べた[63]。
- 6月15日、自民党内の有志議員らがこの法律を巡り、トイレや公衆浴場などの「女性専用スペース」を確保するための法整備に向けた議員連盟（女性スペースなどを守る議員連盟）を立ち上げることが判明した[64]。発起人として経済産業大臣の西村康稔、参院幹事長の世耕弘成、橋本聖子ら50人超が参加する[64]。この議員連盟では「女性専用スペースに関する法律（仮称）」と「女子スポーツに関する法律（仮称）」の制定に向けた政策提言を主なテーマとする[64]。設立趣意書では「安心安全を守る制度を確立して、女性と女子の『生存権』を確保しなければならない」と明記し、法整備によって「理解増進法についての女性たちの恐怖と不安が緩和され得る」とした[64]。
- 公明党幹事長の石井啓一は6月2日の記者会見で、与野党から3つの法案が提出され、審議入りが難航していることについて「大きな違いはない。野党が自公案に歩み寄っていく余地は十分あるのではないか」と述べ、野党側に与党案の成立に協力するように求めた[65]。また、6月9日の記者会見では同日合意された与党の修正案について、「自公案の骨格は変わらず、法律的な意味の変化はない。幅広い合意となり、法案としての安定性が高まる」と述べ、同時に「維新・国民案を丸のみしたものでは決してない」と強調した[66]。
- 自民党参院議員の有村治子は6月15日の参院内閣委員会での質疑において、「性的マイノリティーの方々に対する不当な差別や偏見はあってはならない」「同時に、理解増進法案によって国民の不安が増すような事態は避ける努力を続けなければなりません」と述べ、女湯や女性トイレにトランスジェンダーを装った男性が入り込むリスクを指摘した[67]。また、差別禁止の法整備を求める駐日米国大使のラーム・エマニュエルに関連して、「本国の国レベルで実現できていないことを声高に日本に迫る外圧、世論誘導影響工作であるとすれば、これを警戒する声が出てくるのも無理からぬこと」と述べた[67]。
- 自民党参院議員の山谷えり子は6月15日の参院内閣委員会での質疑において、「日本は思いやりにあふれた穏やかな国柄で、欧米のように同性愛が長く厳しく弾圧された歴史文化を持ちません」「社会に分断や混乱が起きないように、日本の美しい国柄が壊れないように努め続ける責務が私たち自民党に、全ての国会議員にある」と述べた[67]

### 野党
- 立憲民主党幹事長の岡田克也は5月16日の記者会見で与党案について、「内容的にはわれわれは全く理解しがたい、改悪」「超党派で合意されたものから、大きく後退している。そのことについて何の説明も受けていない」と批判した[68]
- 立憲民主党国対委員長の安住淳は6月9日に与党の修正案について、「曖昧でいいかげんだ。英語を法律に書き込むなんて恥ずかしい話だ。日本の法律史上、まれに見る汚点だ」と批判した[42]
- 自身もLGBT当事者としてゲイであることを公表している立憲民主党参院議員の石川大我は6月16日の採決後、「国会で唯一の当事者議員として、深い悲しみと怒りと憤りが混ざった感情が渦巻いている」とした上で、「差別の禁止を含む差別解消法案を成立させたい」と述べた[69]
- 立憲民主党は「この法律は当事者に寄り添わない政権与党の問題」を理由の1つにし、6月16日に内閣不信任決議案を提出した[70]。衆院本会議で採決が行われ、自民・公明両党と日本維新の会、国民民主党などの反対多数で否決された[71]。

### 当事者・支援団体
- LGBT法連合会は6月13日に与党の修正案が衆院本会議で可決されたことを受け、「私たちの求めてきた法案とは真逆の内容であり、当事者にさらなる生きづらさを強いるものである内容となっている」と批判する声明同日付で発表した[72]
- 6月14日夜、与党の修正案は性的少数者への差別を助長するとして、当事者や支援団体が参院議員会館の前で翌15日に予定されている参院内閣委員会での法案審議に講義する集会を開いた[18]
- 法案成立後の6月16日にLGBT法連合会など当事者団体が厚生労働省で記者会見を行い、多数派に配慮して追加された「全ての国民が安心して生活できるように留意する」という条項に対し「理解を進める取り組みが妨げられ、現状が後退する懸念がある」と抗議した[3]。LGBT法連合会の神谷悠一事務局長は「安心できないから（LGBTに関する）教育をやめろといった要請が、全国で乱発されるのではないか」と述べ、同性婚実現を目指すマリッジ・フォー・オール・ジャパンの理事の松中権は「一歩ずつ進めてきた活動が崩れてしまう」と懸念した[3]。
- 自身がゲイであることを公表しているタレントの楽しんごは、インスタグラムのストーリーズ上で理解増進法の制定自体に反対を表明し、「全国の旅館・温泉組合・銭湯・旅行会社の経営者や責任者はLGBT法反対を表明すべき」「自分の会社の存続が危うくなる事を理解し抗議せよ。表立って批判するのが難しいなら地元の自民議員に陳情の電話をすればよい。男女別更衣室や部屋のある全ての企業が危機感を持て。ボケーとしてると潰れる」と旅館業界などへ法案への反対運動を展開するよう呼びかけた[73][74]

### 各種団体
- 連合会長の芳野友子は6月15日の記者会見で、翌16日に法案が成立する見通しになったことについて、「超党派議員連盟の合意から後退した内容で国会審議が進み、極めて遺憾だ」と批判すると共に、連合としては性的少数者への差別禁止規定を明記した法改正や法整備を今後働きかける考えを示した[75]

### その他
- 作家・評論家の古谷経衡は、法案に反対する保守・右派に対し「彼らはほんの10年前まで政治的には右派だが、LGBTへの権利擁護については概ね肯定的であった」と述べ、法案成立に一定の理解を示した[76]。
- 放送作家の百田尚樹は6月10日に自身のYouTubeチャンネルにおいて、法案が成立した場合に新党を立ち上げることを宣言した[77]。法案の成立によって社会の根幹をなす家庭や、皇室制度が崩壊し、日本が徹底的に破壊される恐れがあると主張した[77]。また、法案を推進する自民党をもはや支持することはできないと述べた[77]。
- 実業家の西村博之は6月15日に法案に関連し「女性を自認する男性器のある人が『温泉旅館の予約がしたい。男湯はありえない。』と言った時に、女湯に入るのはまずいので温泉旅館が予約を断った。これは差別？」とツイートした[78]。日本ファクトチェックセンターは同日、このツイートで法案の条文として引用したものが、2016年5月27日に民進党などの野党が衆院に共同提出したLGBT差別解消法案のものであり[79][80]、誤った引用であると指摘した[81]。
- 駐日米国大使のラーム・エマニュエルは6月16日、Twitterに「これで流れが変わりました。本日、日本の国会はLGBT理解増進法を成立させました。岸田首相のリーダーシップと、LGBTQI+の権利に対する日本国民のコミットメントをたたえます。これは、万人に平等な権利を確保するための重要な一歩となります。心よりお祝い申し上げます」とツイートし[82]、この法律の成立を歓迎した[83]
- ジャーナリストの鈴木エイトはこの法律を含めた政府のジェンダー関連施策と、日本会議、神道政治連盟、旧統一教会などとの関わりについて、「参院内閣委での有村議員や山谷議員の発言、この人たちは誰に向かって喋ってるんだろうと思った」「かつて山谷議員はジェンダーフリーや性教育へのバックラッシュを先導し、第二次男女共同参画基本計画において『ジェンダー』という文言を使用させないようにしたり、安倍・山谷がチェックできるようにしたり、明らかにこの時代から宗教右派と連携していた」「国際勝共連合（統一教会）が開催したシンポジウムの映像を見ると、『性の多様性が家庭を崩壊させる』とか『文化共産主義』などと述べられている。このような偏った団体が政治を動かしている。背景にこういう団体があるということを、本来はきちんと調査がなされるべきだ」と述べた[84]
- 読売新聞代表取締役主筆の渡辺恒雄は、岸田首相の開成高校の先輩という間柄から「岸田応援団」という立場で、社説で「岸田政権は多様性を尊重していない、という批判を避ける狙いがあったのだろうが、法案提出の表明は拙速と言わざるを得ない。米国ではLGBTを子どもたちに教えるべきかどうかを巡って、対立が深まっているという。海外のLGBT対策を参考に、日本社会にふさわしい施策について議論を深めることが大切だ」と述べ、慎重な審議を求めた[85]。

## 事件
- 2023年11月13日、三重県桑名市長島町の温泉施設に「心は女」と主張する女装の男性(43歳)が女性風呂に侵入し、三重県警に建造物侵入の現行犯で逮捕されている。男性は「心は女なので、なぜ女子風呂に入ってはいけないのか全く理解できない」と供述しているとされる[86][87]。この事件に関し、法案推進の中心的な役割を担った稲田朋美は「事案の詳細を承知しませんが、理解増進法とは関係ないようです。公衆浴場や温泉施設の利用に関して厚労省が管理要領を定めており、男女の判断基準は身体的特徴によるものとすることになっています。これは理解増進法が制定される前後で全く変更はありませんし、法制定前も後も犯罪であるということをＸ（旧ツイッター）上などで繰り返し申し上げてきました。いずれにせよ犯罪行為に対して、引き続き厳正に対応していくことは当然です」と述べている[88]。百田尚樹は本法の成立に際して、このような事件は予想していたとしている[89]。